# Werner Visser
Werner Visser (né le 27 février 1998) est un athlète sud-africain, spécialiste du lancer du disque.
Le 17 janvier 2015, avec l'engin de 1,5 kg, il porte le record à 65,30 m. Il remporte les Championnats du monde jeunesse à Cali.
Lors des Championnats d'Afrique d'athlétisme 2018 à Asaba, il remporte la médaille d’argent avec son record personnel à 58,22 m.
En 2022 il devient champion d'Afrique du disque avec un lancer à 61,80 m, à 19 cm de son record personnel. Il devance le tenant du titre, son compatriote Victor Hogan.

## Palmarès
| Date | Compétition                    | Lieu         | Résultat | Epreuve          | Marque  |
| ---- | ------------------------------ | ------------ | -------- | ---------------- | ------- |
| 2015 | Championnats du monde jeunesse | Cali         | 1er      | Disque (1,5 kg)  | 64,24 m |
| 2017 | Championnats d'Afrique juniors | Tlemcen      | 2e       | Disque (1,75 kg) | 58,70 m |
| 2018 | Championnats d'Afrique         | Asaba        | 2e       | Disque           | 58,22 m |
| 2022 | Championnats d'Afrique         | Saint-Pierre | 1er      | Disque           | 61,80 m |

## Records
| Épreuve          | Performance | Lieu          | Date        |
| ---------------- | ----------- | ------------- | ----------- |
| Lancer du disque | 61,99 m     | Potchefstroom | 9 mars 2021 |